# Basstämma
| Bas |
| --- |
| Den ryske bassångaren Ivan Rebroff. Rysk körmusik innehåller ofta lägre toner än till exempel italiensk opera. - Betydelse – det lägsta av de röstlägen som används inom sång, lägre än tenorstämman, och jämförbart med altstämmor för kvinnor. - Typiska drag – ett röstomfång från ettstrukna E ner till stora E, sjungs oftast av män, förknippas med komik (inom opera) eller makt (populärkultur). |

En bas är en typ av manlig sångröst inom framför allt klassisk musik med det lägsta röstomfånget av alla rösttyper. Enligt The New Grove Dictionary of Opera klassificeras normalt en bas som en person med ett röstomfång som sträcker sig ungefär från stora E till ettstrukna E (E–e1). Dess tessitura, eller bekväma omfång, definieras normalt av de yttersta linjerna i basklaven. Basstämmor används också inom andra sorters musik, framför allt körsång, inklusive a capella-grupper, men även som bakgrundssång. Särskilt framträdande blev bassång inom musikgenren doo wop.
Indelningen av basröster varierar efter nationell stil och olika klassificeringssystem. Italienarna föredrar att dela in basar i basso cantante (sångbas), basso buffo ("roliga" basar), eller den dramatiska basso profondo (låg bas). Det amerikanska systemet delar in basar i basbaryton, komisk bas, lyrisk bas, och dramatisk bas. Den tyska fach-systemet erbjuder ytterligare distinktioner: Spielbaß (Baßbuffo), Schwerer Spielbaß (Schwerer Baßbuffo), Charakterbaß (Baßbariton), och Seriöser Baß. Dessa system för klassificering kan överlappa varandra. De flesta artister förkroppsligar inte enbart en fach utan begagnar sig också av repertoar från andra kategorier.

## Produktion

### Tal- och sångproduktion

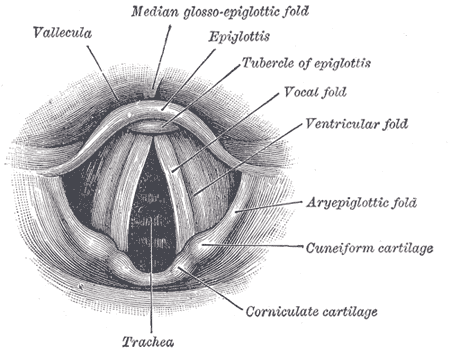
Struphuvudets uppbyggnad - stämläpparna markeras med 'vocal fold'.

I struphuvudet finns två slemhinneveck som kallas stämband eller stämläppar. Dessa kan sättas samman så att de rör vid varandra och stänger förbindelsen mellan munhåla och lungor. Stämbandens primära funktion är just detta luftvägsskydd som är viktigt när man sväljer, hostar, harklar sig eller krystar.
Hos människan har dessa slemhinneveck även den viktiga funktionen att bilda en ljudkälla som används i talet. De sätts då samman så lagom hårt att de kan "sprängas isär" med hjälp av luften från lungorna. Strax efter att röstspringan öppnats slår stämbanden ihop igen, och ungefär som när man klappar händerna bildas då ett ljud. Detta upprepas så länge som stämbanden är ställda mot varandra och det kommer luft underifrån från lungorna. (Denna mekanism förklaras med hjälp av Bernoulli-principen och myoelasticitet). Resultatet är ett ljud som består av regelbundna svängningar. Grundtonen för dessa svängningar är cirka 100–350 svängningar per sekund (Hz) beroende på om det är en mans-, kvinno- eller barnröst, och dessutom bildas övertoner på multiplar av grundtonsfrekvensen.
Hur rösten låter påverkas av talarens anatomi och andra inbyggda faktorer, av vilka de viktigaste är:
- Stämbandens längd och massa. Påverkar den normala tonhöjden. Ju längre stämband, desto djupare bastoner kan personen producera.[4] Röstspringan (rima glottidis) är det mellanrum mellan stämläpparna som spelar en mycket stor roll vid fonation. Hos män är röstspringan typiskt 2 cm och hos kvinnor 1,5 cm.
- Stämbandsslemhinnans egenskaper. Hur tjocka slemhinnelagren är, vilken konsistens de har och hur rörliga de är mot varandra (förskjuvbarhet) påverkar röstklangen. Till exempel har barn inte likadan stämbandsslemhinna som vuxna.
- Ansatsrörets längd och form. I ansatsröret finns fyra eller fem resonansrum (kallade formanter). Detta påverkar hur resonansen fördelar sig över det akustiska spektrumet samt över olika deltoner vid artikulationen. Ju större dessa resonansrum är, desto lägre blir de resulterande ljud som bildas av luftströmmen som passerar.[5] Det påverkar också klangfärgen.
- Organiska förändringar på stämbanden, se röstrubbningar.

Animation av stämbandens rörelse vid tal.

Det som händer under målbrottet är först att struphuvudet växer till och efter hand börjar man hitta ett annat röstläge som passar bättre ihop med struphuvudets nya egenskaper. Denna period är påtagligast hos pojkar, då tillskottet av testosteron gör att deras tonhöjd förändras avsevärt och rösten börjar få ett mer manligt/vuxet röstläge.
Att förändra sitt naturliga röstläge efter puberteten är svårt, och bygger ofta på att man projicerar rösten från en lägre del av talapparaten, något som kan medföra skador på stämbanden.

### Alternativa produktionsmetoder
Det mest vanliga sätt att producera röst och sång kallas ibland modalröst. Här är kombinationen av den luft som passerar stämläpparna och den stämning som finns i glottis optimal för att skapa maximal vibration. 

#### Knarr
Ett annat sätt att producera röst och sång som ligger nära basomfånget är att knarra (på tyska och vissa andra språk används ibland begreppet Strohbass), se röstkvalitet. Knarr används ibland som en ersättning för modalsång inom de lägre registren, inklusive av körer när verkliga basar inte finns tillgängliga, men knarr kan orsaka skador på stämbanden, inklusive förlust av modalröst inom de högre registren. Knarr använder sig av en låg grundton (under 70 Hertz), lågt subglottalt tryck och minimalt luftflöde. Sångare som Tim Storms och Mike Holcomb och andra basar inom gospelgenren använder ibland knarr för att sjunga mycket låga toner, se nedan.

#### Strupsång
Strupsången (som framför allt framförs i Centralasien) grundar sig på en mycket låg och utdragen ton från långt nere i luftstrupen på vilken det läggs högre toner genom att sångaren placerar tungan i olika positioner i munnen. Bland annat används fickbanden, som även kallas de falska stämbanden, Till skillnad från stämbanden kan fickbanden inte frambringa någon klar stämton. Det går dock att producera ljud med dem, ett ljud som låter knastrigt och kan utgöra inslag i vissa personers röster, där de ibland kommer i svängning tillsammans med stämbanden. Strupsången består av mycket dova, "bullriga" toner. Fickbanden vibrerar med halva stämbandens frekvens och producerar alltså en ton en oktav lägre.
En variant av strupsång kallas kargyraa (eller undertonssång). I kargyraa används en teknik där man med extremt avslappnad strupe får strupens fickband att vibrera på halva frekvensen av vad stämbanden gör. Alltså uppstår simultant en ton en oktav under den ton som produceras av stämbanden. I och med att den naturliga tonserien består av övertoner, vilka är multiplar av grundfrekvensen (bordunen) så skapar en ton med fickbanden ett tätare intervall av övertoner.

#### Elektronisk förändring
Det går att förändra röster elektroniskt, antingen med hjälp av en vocoder (simultant) eller ett redigeringsprogram (i efterhand). Ett exempel på en musikgrupp som använder sig av en elektroniskt framkallad basröst är den schweiziska gruppen Yello (bildad 1979).

## Omfång

Basröstens omfång (E–e^{1}) markerat med grönt på ett pianos tangenter med en prick på ettstrukna C (c^{1}).

Basen har det lägsta röstomfånget av alla röst-typer, med den lägsta tessituran. Den lägre gränsen för basar är vanligen stora C (två oktaver under nyckelhåls-C). Det finns flera definitioner. Harvard Dictionary of Music definierar intervallet som stora E till ettstrukna C (dvs. E–c1).

### Jämförelse med andra stämmor och musikinstrument
Nedan redovisas en jämförelse mellan den mänskliga rösten och olika musikinstrument.

### Utökade röstomfång
Den person i världen som nått den lägsta tonen är Tim Storms, som nått ner till G9 (0,189 Hertz), vilket är ett infraljud som människor inte kan höra. Storms innehar också världsrekordet för den person med störst röstomfång: 10 oktaver. Elefanter och valar använder också mycket låga toner som kan färdas mycket långa sträckor. Nedan behandlas dock enbart hörbara ljud producerade av människor och framför allt stämmor som kan bära över andra harmoniserande stämmor.

#### Basso profondo och oktavister

Röstomfånget hos basso profondo ligger omkring C - c^{1}, här utmärkt med grönt på ett piano. Punkten indikerar nyckelhåls-C.

Flera extrema bassångare, kallade basso profondos och oktavister, och ibland kontrabas, kan nå mycket lägre än standardomfånget. Medan New Grove Dictionary of Opera definierar en typisk bas som en person vars röstomfång sträcker sig ner till stora E, kan basso profondos inom opera förväntas sjunga stora C. Enligt den italienska definition är alla sångare som kan sjunga stora E♭ i fortissimo en basso profondo. Italienska kompositörer ansåg basso profondos vara basar med "stora" röster med ett omfång från stora E till ettstrukna E, lägre än typiska basar. Även om en basso profondo naturligtvis kräver en förmåga att sjunga toner i ett lägre register, läggs mer vikt på röstens kvalitet, eller resonans och klang.
En historisk hänvisning till basso profondos röstomfång publicerades i Jean-Jacques Rousseaus Dictionnaire de musique (1775), där det står: "Basse-contres ~ den mest djupgående av alla röster, sjunger lägre än basen, och bör inte förväxlas med kontrabasen, som är ett instrument."
Den ryske kompositören Pavel Tjesnokoff delar in basrösterna i dessa grupper:
- baryton
- basbaryton
- starka basar
- starka basar med ett bra lägre register
- oktavister med ett medelomfång, kraft och ett mjukt ljud
- starka och djupa oktavister

Grupperna 5 och 6 anses vara basso profondos.
En oktavist är en basso profondo med exceptionellt djup, särskilt typisk för den rysk-ortodoxa körmusiken. Denna rösttyp har ett röstomfång som sträcker sig ner till A i kontraoktaven (A1) och ibland ner till kontra-F (F1) med extrema oktavister, såsom Mikhail Zlatopolsky eller Alexander Ort, som når kontra-C och överröstar körer.
Eftersom den mänskliga rösten oftast tar lång tid att utvecklas och växa, låter lägre toner ofta mer resonanta och fulla när sångaren har åldrats betydligt. Därför är oktavister ofta äldre män.

#### Musik och roller för låga basar
Kulturell påverkan och individuell variation skapar en stor variation i utbud och kvalitet på bassångare. Roller för basar har innehållit noter så låga som kontra-B (B1), till exempel i Gustav Mahlers Symfoni Nr. 2 och Sergej Rachmaninovs Vespermässa op 37 för kör, A under det i Frederik Magles symfoniska svit Cantabile, G under det i Pavel Tjesnokoffs Ne otverzhi mene, F under det i Krzysztof Pendereckis Kheruvimskaya pesn. Inom opera är den lägsta tonen i standardrepertoaren för basar stora D, som sjungs av rollfiguren Osmin i Mozarts Enleveringen ur Seraljen, men få roller har toner under stora F. Även om Osmins ton är den lägsta som 'krävs' i operarepertoaren, hörs lägre toner, både skrivet och oskrivet: till exempel, är det brukligt för basar att interpolera stora C i duetten "Ich gehe doch rathe ich dir" i samma opera, i Richard Strauss Rosenkavaljeren har Baron Ochs ett valfritt stort C ("Mein lieber Hippolyte"). Leonard Bernstein placerade ett valfritt kontra-B (B1) i operetten Candide. I ett sång- och körstycke har Pavel Chesnokov skrivit ett kontra-G eller ett kontra-B♭ (beroende på arrangemanget) för bassolisten i arian "Do not deny me in my old age". Inom symfonirepertoaren förväntas bassolisten i Mahlers Åttonde symfoni nå kontra-C♯. I Paul Mealors körverk De Profundis sjunger bassolisten ett kontra-E. Många brittiska kompositörer som Benjamin Britten har skrivit delar för basröster (såsom den första satsen av hans körverk Rejoice in the Lamb) vars basstämma centreras långt högre än den tessitura som antyds av klaven.
Sergei Kochetov, Vladimir Miller och Mikhail Kruglov har spelat in ett antal klassiska ryska folkvisor och liknande musik, i en låg tonart enligt den oktavisttradition som går tillbaka till tsarrysslands dagar.
Många basso profondo har svårt att nå dessa toner, och att så många slaviska kompositörer använder dem har lett till att vissa benämner särskilt djupa basso profondo "ryska basar". Viss traditionell rysk religiös musik innehåller hummade toner ner till stora A (110 Hz), som dubbleras av kontra-A (55 Hz), om kören råkar ha en särskilt låg bas. Ryska kompositörer gör ofta ingen åtskillnad mellan en basso profondo, en oktavist eller en kontrabassångare.
Vad gäller gränsen uppåt har några basroller i den vanliga klassiska repertoaren ett ettstruket F# eller G (f#1 eller g1) men få roller går över ettstrukna F. Inom den operatiska basrepertoaren är de högsta tonerna ettstrukna G (Barberaren i Näsan av Dmitrij Sjostakovitj) och, i arian "Fra l'ombre e gl'orrori" i Händels serenata Aci, Galatea e Polifemo når Polifemo ett ettstruket A.

#### Kvinnliga basar
De vanliga stämmorna för kvinnor inom klassisk musik och körmusik är sopran, mezzosopran, alt och kontraalt. Det finns dock förslag på utökningar neråt eftersom det finns kvinnor som kan sjunga mycket låga toner, vissa även toner i stora oktaven med full kontroll, något som motsvarar den manliga barytonrösten. Detta skulle kunna kallas contralto profondo för vilket Bally Prell och Ruby Helder kan sägas vara exempel. En ytterligare variant skulle kunna vara kvinnor som kan sjunga toner ner till stora A-E, såsom Margaret Jackson-Roberts, något som i konsekvens till oktavist skulle kallas oktavistka.
Historiskt sett finns det flera exempel på musik skrivna för kvinnliga basar, exempelvis Vivaldis "Gloria Patri" från Dixit Dominus. Det har gjorts försök att förklara förekomsten med att rollerna egentligen sjöngs av män, att delarna spelades eller förstärktes av instrument eller att rollerna sjöngs i en annan tonart, men en liten undersökning har visat att ungefär 2 procent av kvinnorna kunde sjunga ner till stora F eller lägre. Det finns också flera historiska dokument som nämner kvinnliga basar.

## Varianter och roller inom klassisk musik
Inom klassisk musik finns såväl bassolon som köravsnitt med basar. Bassolon ligger dock närmare tenorstämmor i tonhöjd, fast med en annan klangfärg. Detta används bland annat för att skapa kontraster, vilket förstärker och delvis förvandlar klangfärgen på de musikfraser där detta sker.
Det finns sju allmänt erkända underkategorier av basar: basso cantante (sångbas), hoher bas (hög bas), jugendlicher bas (ung bas), basso buffo ("rolig" bas), Schwerer Spielbass (dramatisk bas), lyrisk bas, och den dramatiska basso profondo (låg bas).

### Basso cantante/lyrisk hög bas/lyrisk basbaryton
Basso cantante betyder "sjungande bas". Basso cantante är en ljusare, mer textfokuserad stämma. Den framställs med hjälp av en mer italiensk sångproduktion och har ett snabbare vibrato än den närmaste germanska/anglosaxiska motsvarighet, basbaryton.
- Max, Le Chalet av Adolphe Adam
- Duke Bluebeard Riddar Blåskäggs borg av Béla Bartók
- Don Pizarro, Fidelio av Ludwig van Beethoven
- Count Rodolfo, La sonnambula av Bellini
- Blitch, Susannah av Carlisle Floyd
- Méphistophélès, Faust av Charles Gounod
- The King of Scotland, Ariodante av George Frideric Handel
- Don Alfonso, Così fan tutte av Wolfgang Amadeus Mozart
- Don Giovanni, Don Giovanni av Wolfgang Amadeus Mozart
- Figaro, Figaros bröllop av Wolfgang Amadeus Mozart
- The Voice of the Oracle, Idomeneo av Wolfgang Amadeus Mozart
- Boris, Boris Godunov av Modest Mussorgsky
- Silva, Ernani av Giuseppe Verdi
- Philip II, Don Carlos av Giuseppe Verdi
- Count Walter, Luisa Miller av Giuseppe Verdi
- Ferrando, Il trovatore av Giuseppe Verdi
- Daland, Den flygande holländaren av Richard Wagner

### Hoher Bas/dramatisk hög bas/dramatisk basbaryton
Hoher Bas eller "hög bas" är ofta en dramatisk basbaryton.
- Igor, Furst Igor av Alexander Borodin
- Boris, and Varlaam, Boris Godunov av Modest Mussorgsky
- Klingsor, Parsifal av Richard Wagner
- Wotan Der Ring des Nibelungen av Richard Wagner
- Caspar, Friskytten av Carl Maria von Weber
- Banquo, Macbeth av Giuseppe Verdi
- Zaccaria, Nabucco av Giuseppe Verdi
- Fiesco, Simon Boccanegra av Giuseppe Verdi

### Jugendlicher Bass
Jugendlicher Bas
(ung bas) betecknar en ung mans roll som sjungs av en bas, oberoende av ålder på sångaren.

- Leporello, Masetto, Don Juan av Wolfgang Amadeus Mozart
- Colline, La bohème av (Giacomo Puccini)

### Basso buffo/bel canto/lyrisk buffo
Buffo, direktöversatt "roliga", basar är textfokuserade roller som förutom tonläget kräver kontroll över koloratur och förmåga till pratsång. De spelar ofta den förargade antagonisten eller den roll som framkallar skratt i bel canto-operor.
- Don Pasquale, Don Pasquale av Gaetano Donizetti
- Doktor Dulcamara, Kärleksdrycken av Gaetano Donizetti
- Doktor Bartolo, Barberaren i Sevilla av Gioachino Rossini
- Don Magnifico, La Cenerentola av Gioachino Rossini
- Don Alfonso, Così fan tutte av Wolfgang Amadeus Mozart
- Leporello, Don Giovanni av Wolfgang Amadeus Mozart
- Doktorn, Wozzeck av Alban Berg

### Schwerer Spielbass/dramatisk buffo
Engelsk motsvarighet: dramatisk bas.
- Khan Konchak, Furst Igor av Alexander Borodin
- Baculus, Tjuvskytten av Albert Lortzing
- Ferrando, Trubaduren av Giuseppe Verdi
- Daland, Den flygande holländaren av Richard Wagner

### Lyrisk basso profondo
Basso profondo (lyrisk låg bas) är den lägsta basrösttypen. Enligt J. B. Steane i Voices, Singers & Critics kommer basso profondo rösten "från en metod av ton-produktion som eliminerar det mer italienska snabba vibratot. I dess plats finns en sorts tonal soliditet, som en vägg, som ändå kan visa sig mottaglig för den andra typen av vibrato, en långsam takt eller det fruktade vacklandet."

- Rocco, Fidelio av Ludwig van Beethoven
- Osmin, Enleveringen ur Seraljen av Wolfgang Amadeus Mozart
- Sarastro, Trollflöjten av Wolfgang Amadeus Mozart
- Pimen, Boris Godunov av Modest Mussorgsky
- Baron Ochs, Rosenkavaljeren av Richard Strauss
- Baldassarre, La Favorite av Gaetano Donizetti

### Dramatisk basso profondo
Engelsk motsvarighet: dramatisk låg bas. Dramatisk basso profondo är en kraftfull basso profondo röst. Bland noterbara basso profondo finns Cesare Siepi och Giorgio Tadeo.
- Il Commendatore, Don Juan av Wolfgang Amadeus Mozart
- Hagen, Ragnarök av Richard Wagner
- Heinrich, Lohengrin av Richard Wagner
- Gurnemanz, Parsifal av Richard Wagner
- Fafner, Rhenguldet och Siegfried av Richard Wagner
- Marke, Tristan och Isolde av Richard Wagner
- Hunding, Valkyrian av Richard Wagner
- Varjagern, Sadko av Nikolai Rimsky-Korsakov
- Storinkvisitorn, Don Carlos av Giuseppe Verdi
- Claggart, Billy Budd av Benjamin Britten

### Gilbert and Sullivan och operetter
Basstämmor i Gilbert och Sullivans operetter:

- Mikadon (Mikadon)
- Generalmajor Stanley (The Pirates of Penzance)
- Adam Goodheart (Ruddigore)
- Menige Willis (Iolanthe)
- Bob Becket (H.M.S. Pinafore)
- Don Alhambra (The Gondoliers)
- Notarien (The Sorcerer)
- Arac (Princess Ida)

## Varianter och roller i kör- och populärmusik

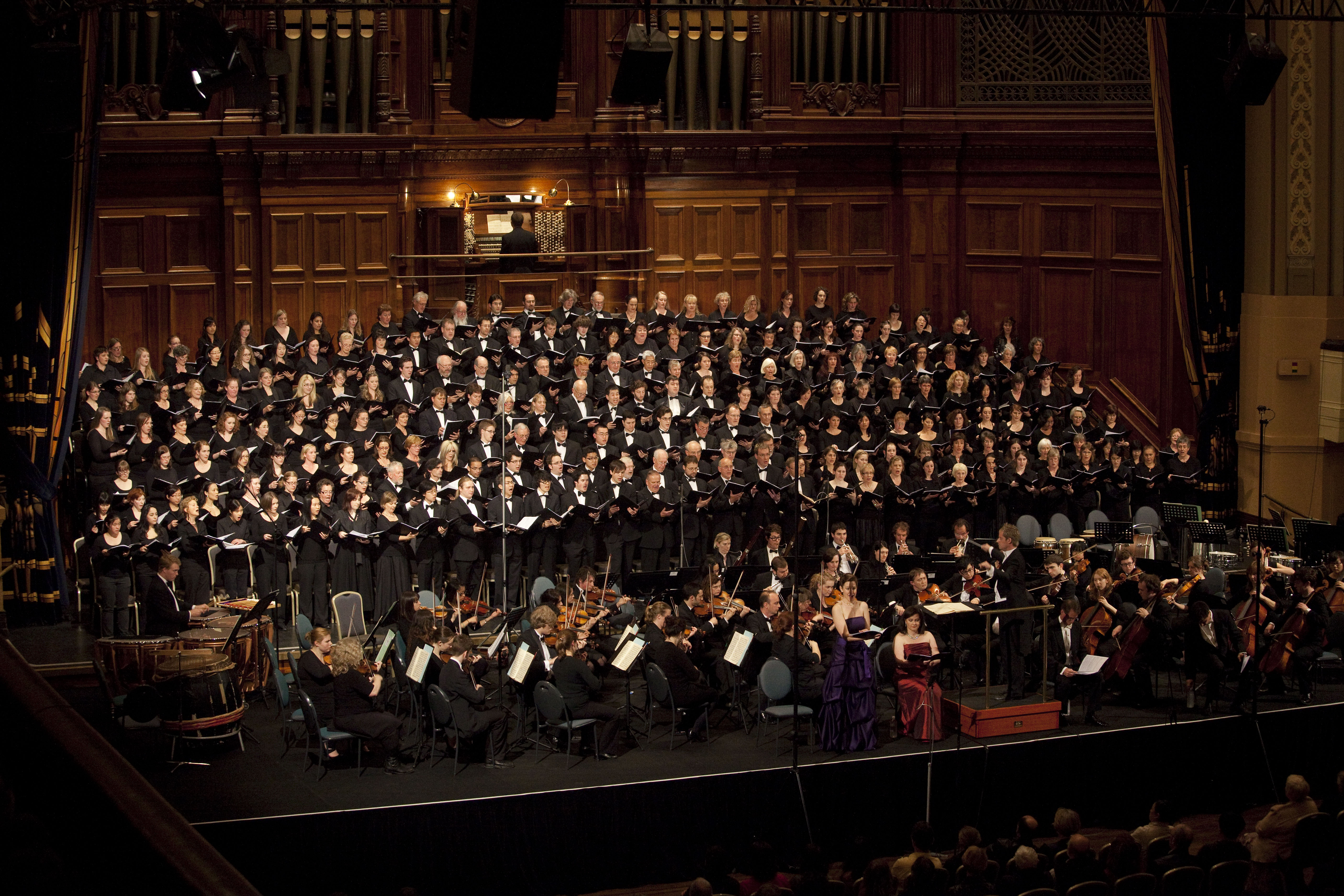
Royal Melbourne Philharmonic och Melbourne University Choral Society. Basarna står traditionellt till höger, med tenorerna till vänster och damstämmorna längre fram.

### Körmusik
I fyrstämmig (SATB) blandad kör är basen det lägsta röstomfånget, under tenor, alt och sopran. Rösterna är indelade i första bas och andra bas, ingen åtskillnad görs mellan bas och baryton, i motsats till den tredelade kategoriseringen (tenor–baryton–bas) av soloröster. Undantag är i arrangemang för manskör (TTBB:  tenor 1, tenor 2, bas 1 och bas 2) och barbershopkvartett (TLBB: tenor, lead, baryton och bas). I den vanligaste köruppställningen för manskör står t1 och b2 i mitten, samt t2 och b1 på flankerna. Från dirigenten sett, från vänster till höger: t2–t1–b2–b1.
Eftersom det är svårt att framställa lägre toner som bär lika långt som ljusare stämmor har basstämmorna sällan framträdande roller, och är ofta inom de högre registren av basomfånget, såsom e1.
Sedan millennieskiftet har flera a capella-grupper rönt stora framgångar i USA, såsom Home Free (med Tim Foust) och Pentatonix (med Avi Kaplan, fram till 2017). I Sverige har vokalgrupper som The Real Group och Viba Femba haft stora framgångar, och även delvis internationellt. 2012 blev den svenska kvartetten Ringmasters världsmästare i barbershop. 

#### Ljudexempel ur körrepertoaren
| De två basstämmorna (fil) ur Halvan med musik av Gunnar Wennerberg |

### Musikal

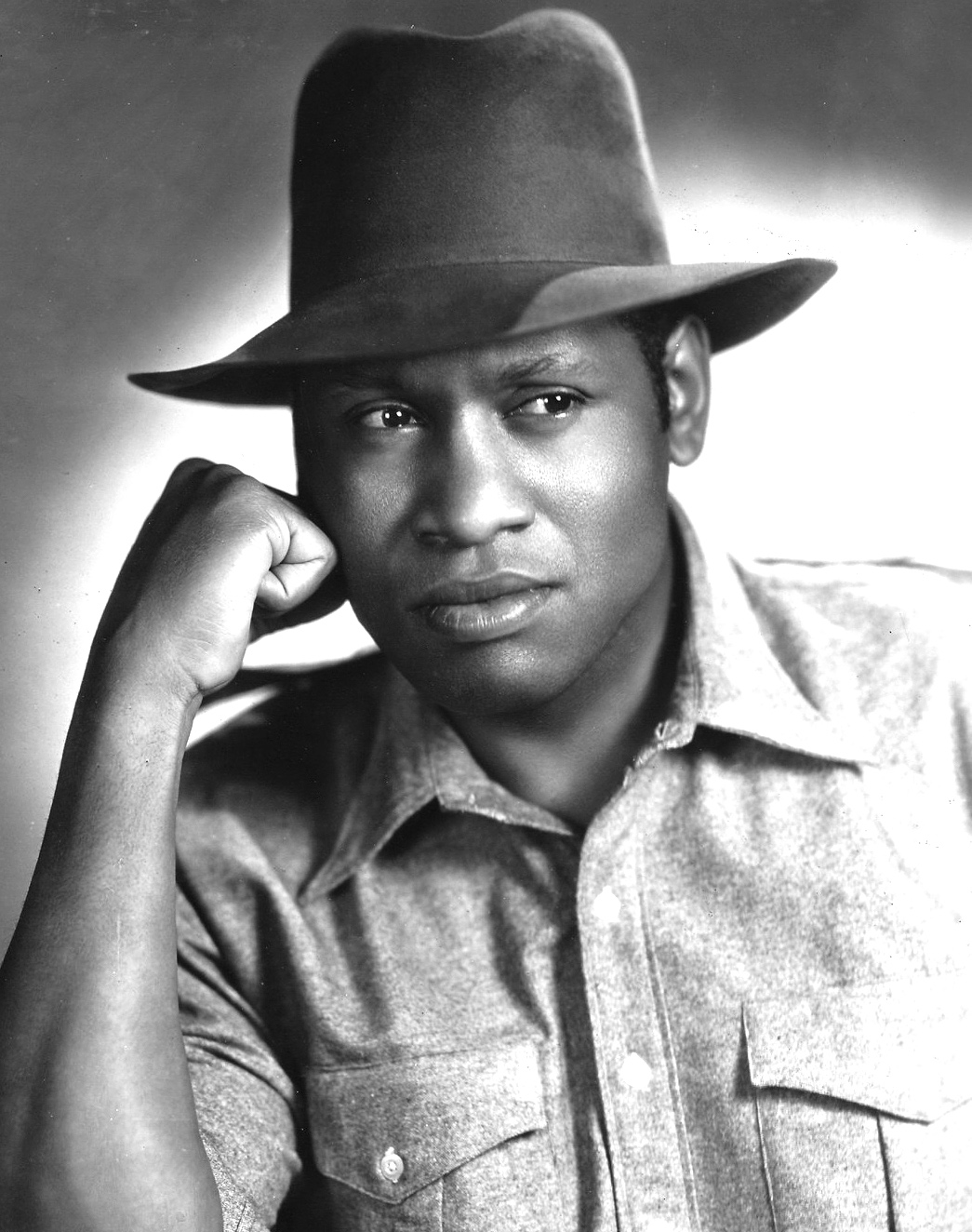
Paul Robeson, som framförde Ol' Man River i filmversionen av Teaterbåten.

Inom musikalformen finns ett antal roller för bassångare. Några av dem inkluderar:

- Joe i Teaterbåten
- Georg von Trapp i The Sound of Music
- Officer Lockstock i Urinetown
- Judge Turpin i Sweeney Todd: The Demon Barber of Fleet Street
- Caiaphas i Jesus Christ Superstar
- Leon Czolgosz och Föreståndaren i Assassins
- Michael i I Do! I Do!
- The Innkeeper i Man of La Mancha
- Alexander Molokov och Walter de Courcey i Chess
- Mack Sennett i Mack And Mabel
- The Boatman i Sunday In The Park With George
- Frollo i Ringaren i Notre Dame
- Emile de Becque i South Pacific

Bland de mest kända bassångerna inom musikalgenren finns Ol' Man River (sjungen i filmversionen av Teaterbåten av Paul Robeson).
Inom Disneys filmer finns flera musiknummer baserade på basröster, såsom Shere Khans insats (Bill Lee som bland annat sjöng "That's What Friends are For" och går ner till ett stort C i Djungelboken, 1967, och Idris Elba, Djungelboken, 2016) och Frollos sång "Hellfire" i Ringaren i Notre Dame 1996.

### Gospel

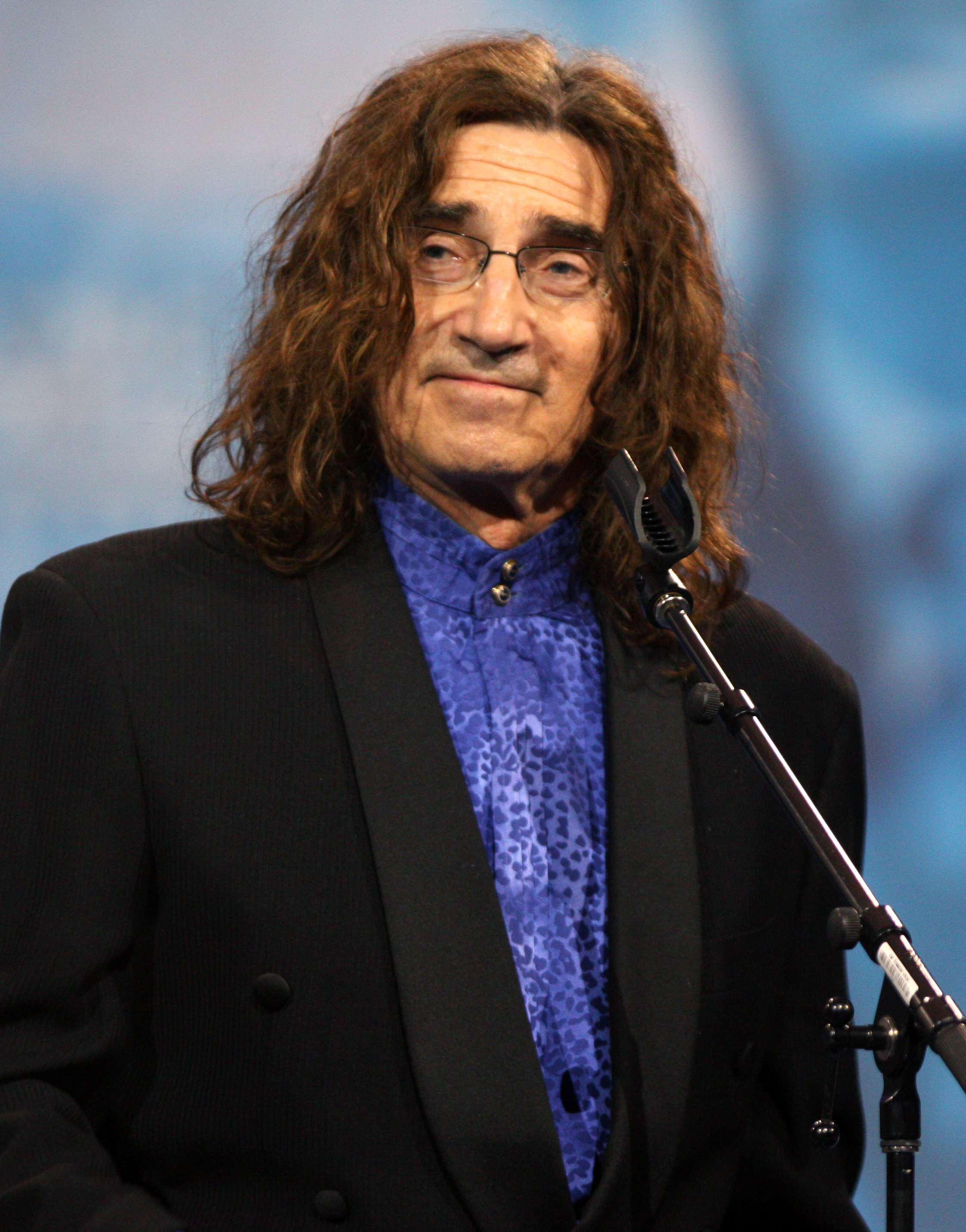
Gospelbassångaren Richard Sterban, 2013.

Den tidiga, framför allt vita, gospeln bestod av psalmsånger utan särskilda arrangemang. Senare började sångboksförlagen att fokusera på att ge ut arrangemang av kvartetter, framför allt för manskör. Inom gospelmusik används ofta en standardsättning för manskör (TTBB) eller för barbershop (TLBB). En av de första sångarna som började göra något särskilt av just bassången var James Parks Waits, ofta kallad Big Jim eller Pappy, men även The Dean of the Bass Singers (Den äldste/förste bassångaren). Waits framträdde under 1930-talet och framåt med flera av de mest namnkunniga grupperna, inklusive The Stamps och fick stort inflytande på andra grupper, som började att fokusera på just bassångare. Andra tidiga bassångare var Arnold Hyles (Rangers Quartet), Bill Lyles (The Blackwood Brothers) och Jim Wetherington (The Melody Masters). I mitten av 1940-talet gjorde J.D. Sumner sina första framträdanden och fick snart mycket uppmärksamhet, inte minst för att han var den första bassångaren som ofta sjöng i kontraoktaven, något som gjorde att han under drygt 40 år marknadsfördes som världens djupaste bassångare. Sumners omfång, som sträckte sig från ettstrukna C♯ ner till subkontra-G, inspirerade många andra gospel- och gospelrelaterade sånggrupper att ta in sångare med större hänsyn till deras omfång än deras kvalitet. Sumner blev så småningom rekryterad som bakgrundssångare till Elvis Presley, en roll han hade mellan 1971 och 1977.
Senare bassångare inom genren omfattar Richard Sterban (The Oak Ridge Boys), Ken Turner (The Dixie Echoes/The Blackwood Brothers), Mike Holcomb (The Inspirations) och George Younce. Younce har sjungit med flera grupper, men är kanske mest förknippad med The Cathedral Quartet, och har fått många uppdrag just på grund av sin djupa bas. Han valdes in i Gospel Music Hall of Fame 1999.
I slutet på 1980-talet började gospelsoundet förändras, och en av föregångarna var vokalgruppen Take 6 (vars bassångare heter Alvin Chea). Take 6 är den sånggrupp som fått flest Grammy-nomineringar.

### Barbershop och doo wop
Inom barbershop och doo wop sjunger de olika stämmorna ofta med en viss överdrift i harmonierna, snarare än att följa varandra. Det kan exempelvis betyda kontrapunkt (där stämmorna kompletterar varandra) eller sång i skilda oktaver. Basstämman används här ofta för att poängtera grundtonen i de olika ackord som sjungs, vilket gör att basstämmorna ibland kan verka "mekaniska och robotaktiga – de hoppar bara från grundton till grundton", eller att ge en walking bass-slinga.
Barbershopmusikens historia är delvis dunkel och dess ursprung kan möjligen spåras till brittiska frisersalonger under 1800-talet, trots att det numera mestadels förknippas med amerikansk kultur. Den första organisationen för barbershopsångare bildades under 1920-talet. En av de mest namnkunniga barbershop-grupperna är The Golden Gate Quartet (bildad 1934, innan Golden Gate-bron). Kvartetten inspirerade bland annat Povel Ramels låt "Var är tvålen?", med bland annat Martin Ljung och Oscar Rundqvist som The Tvålen Gate Quartet.

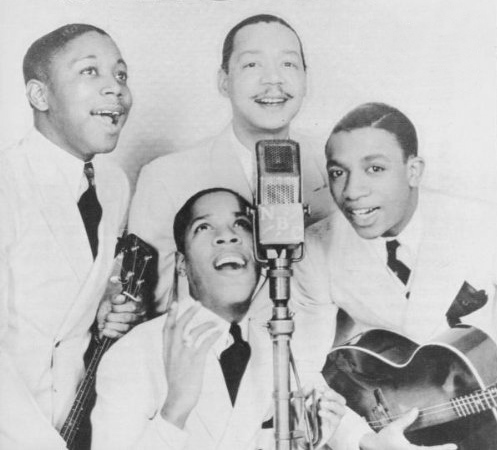
The Ink Spots, 1944, som inspirerade fler doo wop-grupper.

Doo wop (vars namn kommer från de ljud som sjungs i bakgrunden medan ledsångaren sjunger) förknippas också med USA. Ett tidigt exempel är The Ink Spots, som med början på 1930-talet blev en av de första svarta vokalgrupperna att slå även bland vita. Orville "Hoppy" Jones basstämma blev en av gruppens kännetecken, och inspirerade bland annat The Temptations och The Marcels. Några av The Marcels verk inkluderar inledningar av gruppens bassångare Fred Johnson, varav särskilt berömd blev sången "Blue Moon" (en cover av en 1930-talsballad, släppt 1961), som sålde guldskiva och sedermera valts in i Rock and Roll Hall of Fames 500 Songs that Shaped Rock and Roll. Andra framgångsrika grupper med fokus på basrösterna var The Drifters ("Under the Boardwalk") och The Coasters ("Yakety Yak"). Flera av de tidiga grupperna kom från de fattiga innerstäderna och hade inte råd med musikinstrument, och övade på platser med god akustik, vilket gav dem god känsla för harmonier och i stort sett onödiggjorde det instrumentala ackompanjemanget på skivinspelningar. De enkla arrangemangen gjorde det dock enkelt för skivbolag att göra nya inspelningar med egna artister, framför allt genom att ersätta afroamerikanska artister/grupper med italienskamerikanska för att göra det lättare att sälja musiken till den vita publiken. Bland dessa helvita grupper (The Marcels var blandad) finns Dion and the Belmonts (vars första topplistelåt var "I Wonder Why" (1958), med bassångaren Carlo Mastrangelo i en framträdande roll). Ett annat exempel från samma era är Barry Manns "Who Put The Bomp" (1961). 1963 kom en av doo wop-genrens mest berömda låtar. Kompositören var 18-årige Johnny Cymbal, som också framförde texten:
| ”                              | Mr. Bass Man, you’ve got that certain somethin’/Mr. Bass Man, you set that music thumpin.’ | „ |
| – Johnny Cymbal, "Mr Bass Man" |                                                                                            |   |

Texten handlar om hur sångaren inte vill lyssna på tenorer som Frankie Valli, utan vill lära sig att sjunga som en bassångare. I ett ödets ironi anges dock inte att det är Ronnie Bright, bassångare i The Valentines, The Cadillacs och The Coasters, som står för titelrollen. En annan framgångsrik låt i sammanhanget är The Spaniels "Goodnite, Sweetheart, Goodnite", som fick en renässans i samband med filmen Sista natten med gänget (1973).

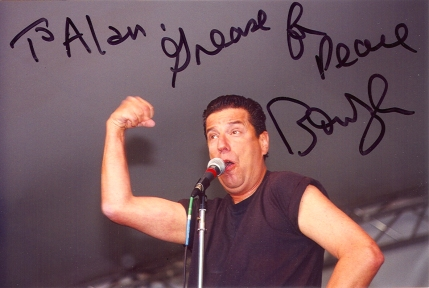
John "Bowzer" Bauman, 2000.

I slutet av 1960-talet återkom doo wop-genren, delvis i ett försök att återfå en mer "oskyldig tid", i form av ett antal tributartister. Mest framgångsrika var gruppen Sha Na Na, som fick sitt genombrott på Woodstock 1969 och andra liveframträdanden, eftersom de var fokuserade på underhållningsvärdet snarare än på skivinspelningarna. Gruppens bassångare, John "Bowzer" Bauman, fick särskilt stor följarskara. Gruppens mest bestående insats är kanske i musikalfilmen Grease, där de framför en rad doo wop-låtar. Soundtracket till filmen blev en storsäljare.
Andra doo wop-grupper som startat långt efter genrens första storhetstid är Showaddywaddy, Rocky Sharpe and the Replays och svenska The Boppers.

### Populärmusik
Det är ovanligt med bassångare som når topplistor för populärmusik på egen hand. Några undantag är Isaac Hayes (debut 1967), vars sammetslena röst ofta användes för romantiska syften, Barry White (som började sin karriär som soloartist 1972), vars soul-kärleksballader ofta innehåller en talad eller halvsjungen del för att betona hans basröst, och Leonard Cohen, vars romantiska musik blev allt mörkare, både tematiskt och ljudmässigt, ju äldre Cohen blev.
Inom countrymusiken finns Tennessee Ernie Ford, som hade stora framgångar med låten "Sixteen Tons" (1955).
Ett svenskt exempel är Pierre Isacsson, som 1974 fick en hit med "Då går jag ner i min källare", där han går ner till ett kontra-B.

## Varianter och roller i litteratur, tal och skådespeleri

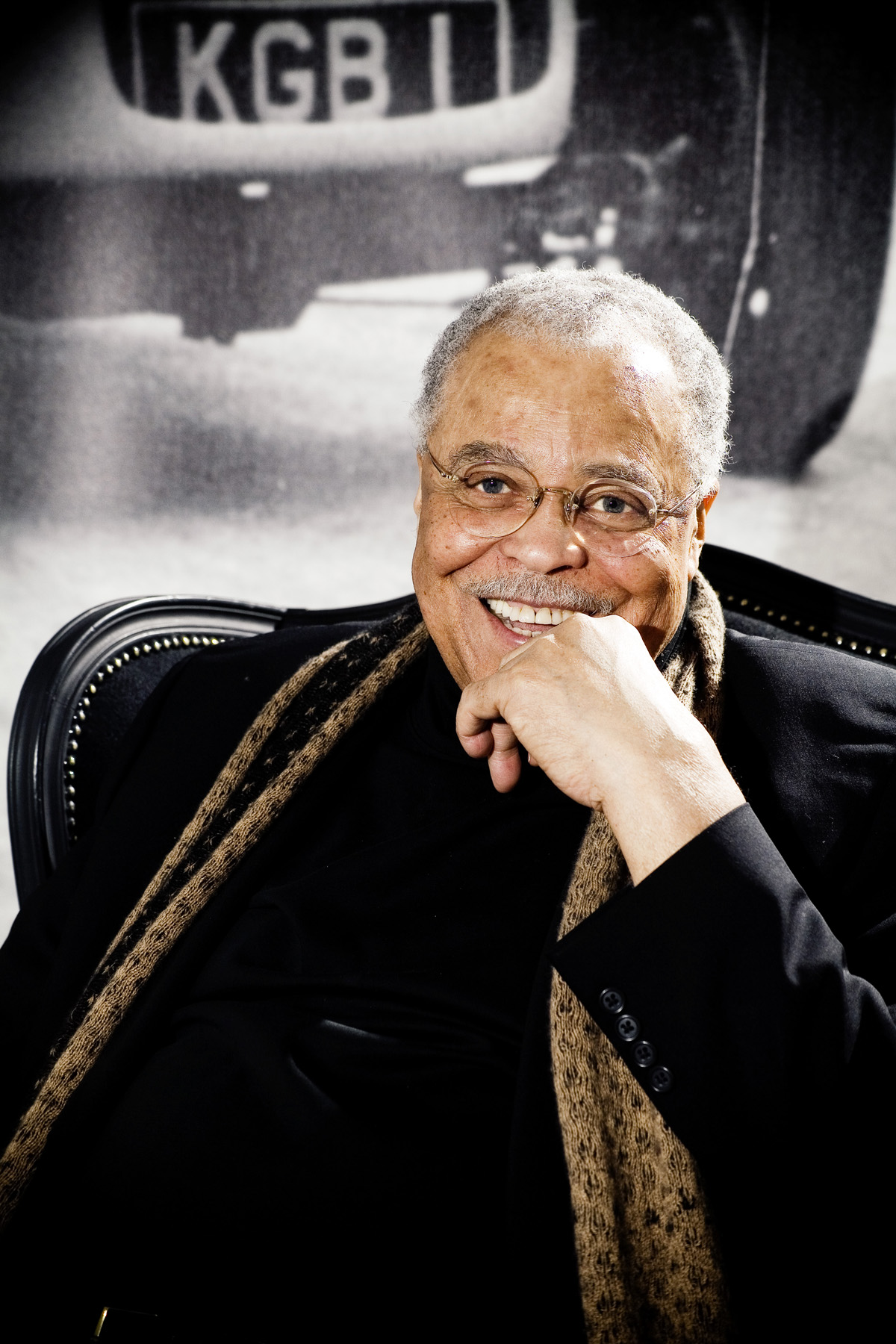
Skådespelaren James Earl Jones framträdde som rösten till Darth Vader i Stjärnornas krig-serien, och blev därmed en föregångare för många mäktiga filmantagonister med mörk röst.

### Tal
Inom teater, film och TV används basröster ibland som ett sätt att särskilja en rollfigurs personliga egenskaper. Några egenskaper som förknippas med basröster (och i viss mån barytonröster) är ondska, maskulinitet och makt. Undersökningar tyder på att "människor konsekvent anser att män som har djupare röster vara starkare och mer fysiskt attraktiva än manliga röster med högre tonläge." Detta påverkar bland annat allmänhetens syn på politiker. I kontrast används tenorstämmor för att signalera ungdom och naivitet, eller hjältemod, medan altar är kvinnliga skurkar eller äldre kvinnor och kontraaltröster används för att markera att personen menar allvar. Sopraner å sin sida används för att signalera oskuldsfullhet, och mezzosopraner som bifigurer.

### Film och TV
Inom film och TV har några av de mest populära manliga skådespelarna basröster. Ett exempel är James Earl Jones i rollen som Darth Vader i Stjärnornas krig-trilogin och som Mufasa i Lejonkungen. Senare har Jones arbetat med sin röst för att ge TV-kanalen CNN och presidentkandidaten Barack Obama mer trovärdighet. Samma sak gäller Morgan Freeman, som efter att ha etablerats som en tillförlitlig berättare använde sin röst för Barack Obamas räkning. Andra skådespelare som delvis har sin basröst att tacka för sin karriär är Christopher Lee, Ving Rhames, Sylvester Stallone, Michael Clarke Duncan och Jean Reno.

### Berättarröster
Ett användningsområde där basröster är speciellt vanliga är som berättarröster. Början av ett vidare bruk associeras ibland till kortfilmsserien The March of Time (1935-1951, där varje avsnitt var 20-30 minuter långt och sändes före biofilmer). Filmerna hade dokumentärt innehåll med en stentorisk berättarröst tillhörande Westbrook Van Voorhis, som ibland jämfördes med "undergångens röst". Samma funktion med en berättarröst har tidigare använts inom teatern, där en icke-förkroppsligad anonym röst skildrar vad som händer eller framför tankar om det som visas. Efter The March of Time började greppet användas både i film och på TV. Inom film noir användes det inte minst för att skildra en särskild stämning. En av de andra mest berömda berättarrösterna från den tiden är Orson Welles.
Men det var 1964, när studioproducenten Don LaFontaine fick hoppa in för en röstskådespelare som skulle spela in en trailer till filmen Gunfighters of Casa Grande, som basrösten började blev en standarddel i varje films marknadsföringskampanj. LaFontaine blev starkt förknippad med frasen "In a world...", som förekom i ett antal filmtrailrar, fram till sin död 2008. Hans framgångar förlänade honom epitetet "The voice of God" (Guds röst) eller "Thunder throat" (Åskstrupen). Andra som arbetat framför allt som berättarröster är Hal Douglas och Nick Tate, men även skådespelare som Tony Jay och Miguel Ferrer har arbetat som berättarröster, speciellt på grund av sina basröster. Industrin med filmtrailerröster fungerar som fokus i filmen In a World…, där en kvinna försöker ta sig i den manliga branschen.